# 绍洛森德
绍洛森德，是匈牙利包尔绍德-奥包乌伊-曾普伦州所辖的一个村。总面积18.26平方公里，总人口1097，人口密度60.1人/平方公里（2011年1月1日）。